# Мавзолей Рухабад

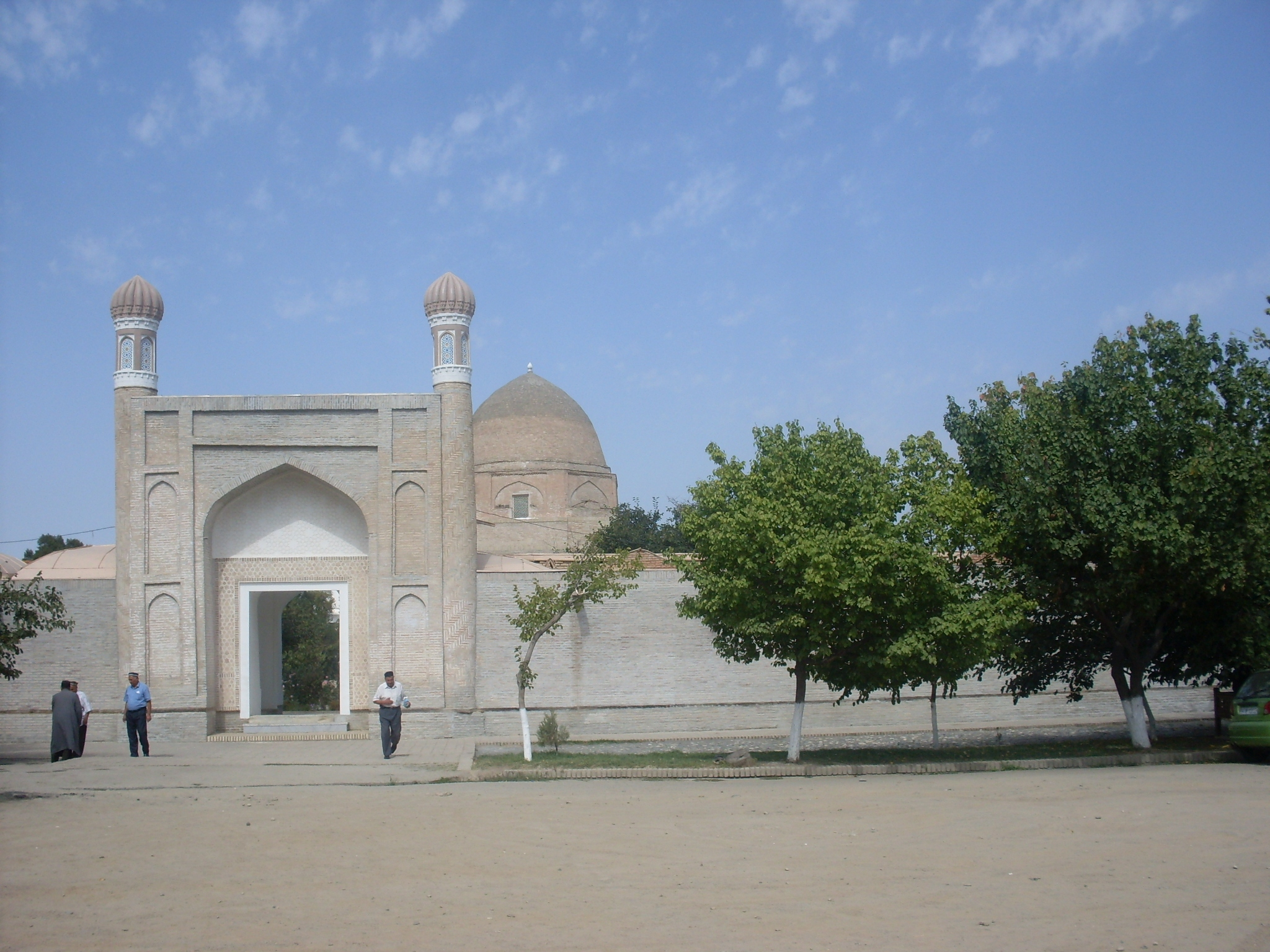
Мечеть з воротами

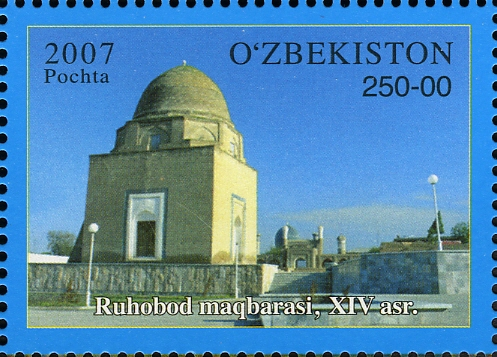
Мавзолей Рухабад на поштовій марці Узбекистану

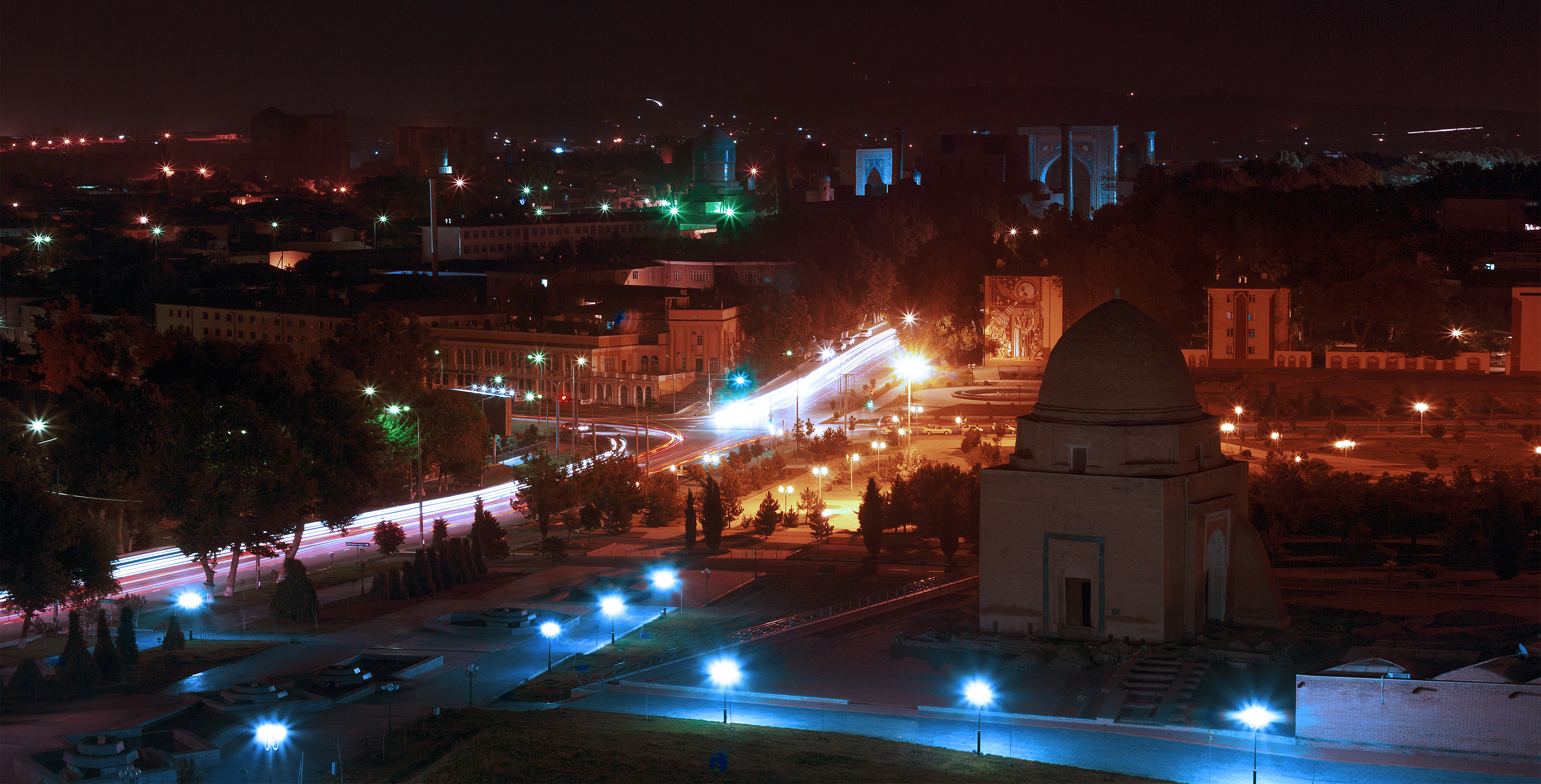
Мавзолей Рухабад у нічному Самарканді

Мавзолей Рухабад (узб. Ruhobod maqbarasi, Руҳобод мақбараси — Оселя духу) — меморіально-культова споруда XIV століття у Самарканді, місце поховання ісламського проповідника, богослова і вченого-містика шейха Бурханеддіна Клич Сагарджі.

## Історія
Мавзолей Рухабад був побудований за розпорядженням Аміра Тимура в 1380 році над могилою ісламського релігійного діяча шейха Бурханеддіна Сагарджі, родом з містечка Сагардж, який став відомим завдяки поширенню ісламу серед кочівників Східного Туркестану. Час самого поховання точно невідомо. Ісламський богослов Абу Хафса Наджметдін Умар в «Кандії» відносить поховання шейха Бурханеддіна Сагарджі до X століття. За іншими даними могила шейха з'явилася у Самарканді в 1287 році. Однак більшість істориків датує поховання другою половиною XIV століття, спираючись на свідчення арабського історика і подорожанина Ібн Баттути, який відвідував Індію і Китай в 40-і роки XIV століття і називав Сагарджі головою мусульманської місії в Пекіні. Бурханеддін Сагарджі мав великий вплив при дворі панівної в Китаї монгольської династії Юань і навіть був одружений з «китайською принцесою». Він помер у Китаї, заповівши своєму синові Абу Саїду поховати його у Самарканді.
Незабаром після зведення мавзолей Рухабад стає однією з найшанованіших культових споруд Самарканда. Сам Тимур, проїжджаючи повз мавзолею, завжди спішувався з коня. Пізніше на південь від Рухабада він від імені свого онука Мухаммад-Султана будує духовний центр, що включав медресе і суфійську ханаку, який «Царською алеєю» (Шах-рох) був об'єднаний з усипальницею Бурханеддіна Сагарджі. Згідно з легендою, шейх Бурханеддін володів мідною коробкою, в якій зберігалися сім волосків з бороди пророка Мухаммеда і яка при будівництві була замурована в куполі мавзолею. Крім Бурханеддіна Сагарджі в мавзолеї Рухабад пізніше були поховані його дружина, сини й родичі.
У наступні роки земля навколо мавзолею неодноразово забудовувалася. У 1880—1882 роках поруч із мавзолеєм з'явилася оформлена в китайському стилі квартальна мечеть. В середині XIX століття на місці застарілих будівель було побудовано одноповерхову медресе, мінарет, а також був виритий басейн (хауз). Мечеть і мінарет дійшли до наших днів. Від медресе зберігся портальний вхід зі стрілчастою аркою, фланкований вежичками-гульдаста і споруди біля воріт.
Роботи з укріплення мавзолею проводилися у 1950-х роках і в січні 2016 року.

## Архітектура
Мавзолей Рухабад є незвичайною для часу правління Тимура спорудою. У будівлі відсутній характерний для цього періоду вхідний портал, що робить всі його фасади рівнозначними. Мавзолей представляється однобанною спорудою центричної композиції площею 14х12 метрів і заввишки 24 метри. Підставою його є куб, на якому розташовується перехідний арковий восьмигранник зі світловими вікнами на головних осях. Вінчає будівлю сфероконічний купол. В мавзолей ведуть три входи — з півночі, заходу і півдня. Оздоблення мавзолею доволі аскетичне. У його зовнішньому декорі переважає фактура з випаленої цегли. Тільки в обрамленні аркових входів є плитки поливної різьбленої теракоти. В інтер'єрі в основі стін є двометрова керамічна панель, над якою є вставки глазурованих кахлів у вигляді вузької переривчастої стрічки. Інша частина стін, аркові вітрила і купол затерті алебастром.